# Maison Maillardoz
La maison Maillardoz est un bâtiment vaudois situé dans le village de Grandvaux, sur le territoire de la commune de Bourg-en-Lavaux, en Suisse.

## Histoire
Le bâtiment a été construit pendant le XVIe siècle (la date de 1524 est gravée sur la façade), par la famille Maillardoz, originaire de la commune fribourgeoise de Rue. Elle y restera jusqu'à son extinction au XVIIIe siècle.
Depuis le début du XXe siècle, la maison est le siège, depuis trois générations, d'une cave viticole qui propose différents crus locaux. Des expositions de peinture sont également organisées dans les étages, ayant nécessité de profondes transformations en 1995 qui ont permis de mettre au jour des peintures murales.
Surnommée « le couvent », la maison est particulièrement remarquable par son toit caractéristique flanqué de deux piques. Elle est inscrite comme bien culturel suisse d'importance nationale depuis 1956 pour l'intérieur et depuis 1995 pour la façade.